# Oratosquilla oratoria
Espèce
Synonymes
Squilla oratoria de Haan, 1844

Oratosquilla oratoria est une espèce de crevette-mante comestible de la famille des Squillidae, répandue dans le Pacifique Ouest.

## Description et caractéristiques
C'est une crevette-mante de taille moyenne, qui mesure usuellement 185 mm de long.
Comme les autres membres de son ordre, cette crevette-mante possède de puissantes pattes ravisseuses qu'elle utilise pour chasser des invertébrés et de petits poissons. 

## Habitat et répartition
On trouve cette espèce dans l'ouest de l'océan Pacifique, et notamment en mer du Japon. Elle vit entre 10 et 100 mètres de profondeur.

## Consommation
Elle est pêchée au Japon, où elle est nommée shako (シャコ). Elle est mangée bouillie en sushi ou crue en sashimi. 

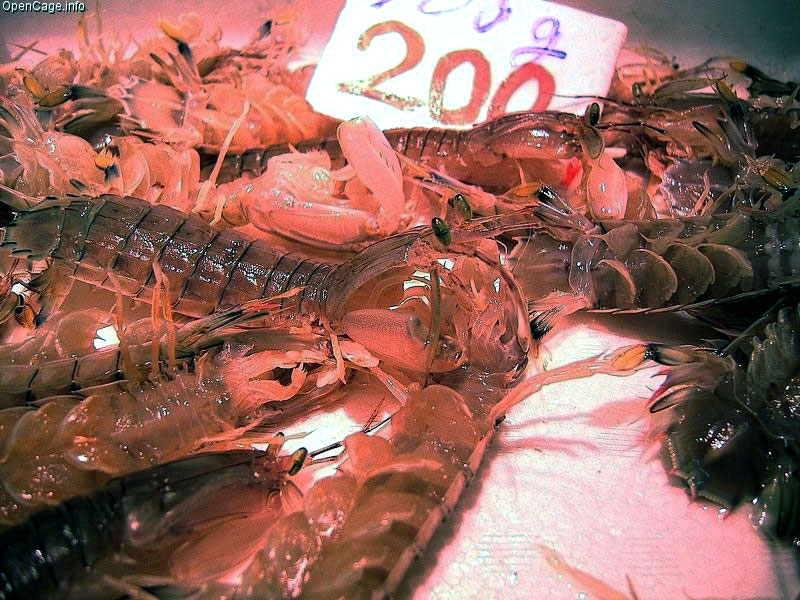
En vente dans un marché japonais
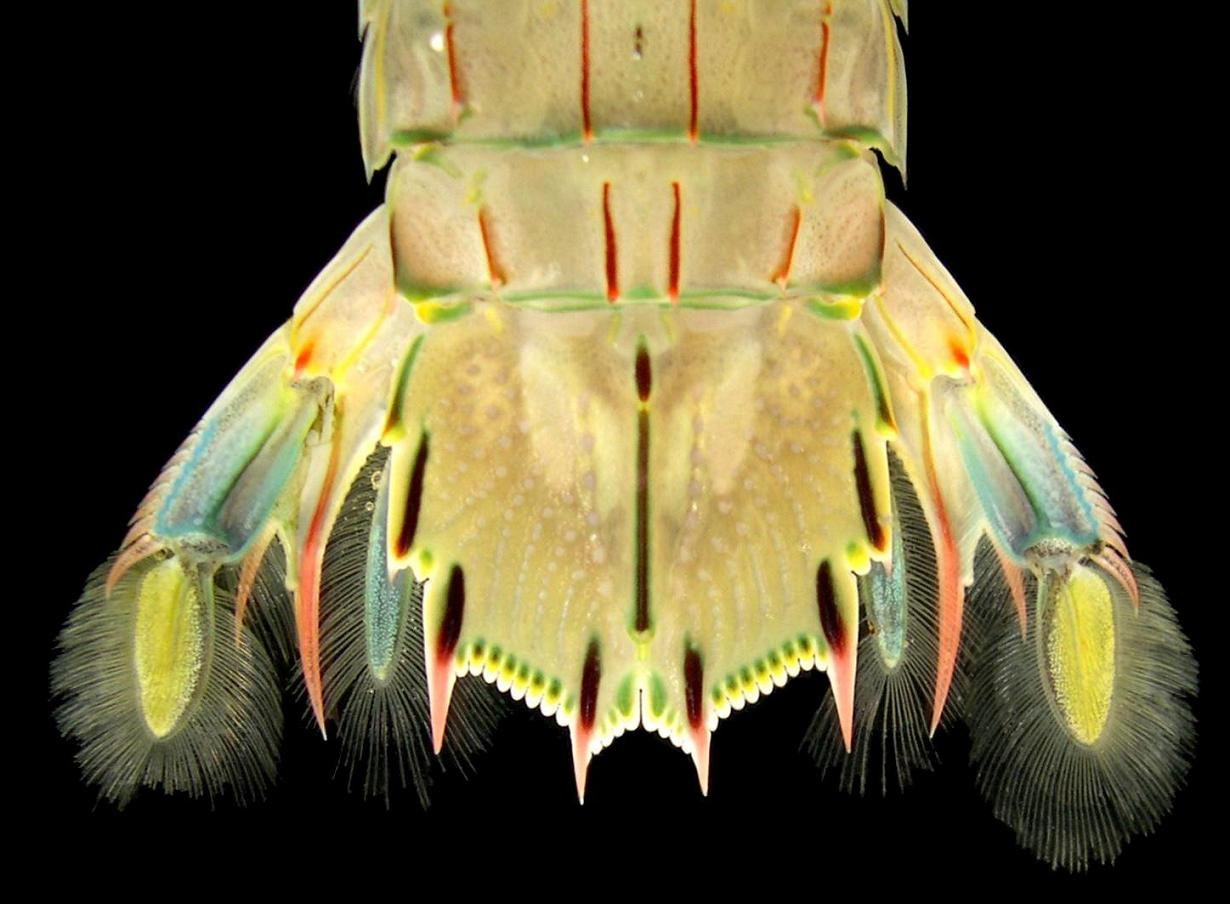
Gros plan sur le telson et les uropodes.